# Лавега, Хоакин
Хоаки́н Лаве́га Кольса́да (исп. Joaquín Lavega Colzada; род. 3 февраля 2005, Монтевидео) — уругвайский футболист, вингер клуба «Флуминенсе».

## Клубная карьера
Лавега — воспитанник столичного клуба «Ривер Плейт. 30 мая 2021 года в матче против «Депортиво Мальдонадо» он дебютировал в уругвайской Примере. 4 мая 2022 года в поединке Южноамериканского кубка против перуанского «Мельгара» Хоакин забил свой первый гол за «Ривер Плейт».

## Международная карьера
В 2023 году в составе олимпийской сборной Уругвая Лавега принял участие в Панамериканских играх в Чили. На турнире он сыграл в матчах против команд Доминиканской Республики, Чили, Мексики и Колумбии.